# قيمة هانكل الفريدة
في نظرية التحكم هي النظرية التي تتعامل مع سلوك الأنظمة الديناميكية, تمت تسمية قيمة هانكل الفريدة على اسم عالم الرياضيات الألماني هيرمان هانكل وتعمل على قياس الطاقة لكل حالات النظام، بحيث تعتبر قيمتها أساس لتخفيض النموذج المتوازن. ويحافظ هذا النموذج المنخفض على السمات الهامة الموجودة في النموذج الأصلي.
يتم حساب قيم هانكل مثل الجذور التربيعية {σi ≥ 0, i = 1,…,n} للقيم الذاتية والمتجهات الذاتية , {λi ≥ 0, i = 1,…,n} , والتي يتم استخدامها في قابلية التحكم لجرايمان WC , و في قابلية الملاحظة لجرايمان WO .

## وصلات خارجية
- Kenney، C.؛ Hewer, G. (فبراير 1987). "Necessary and sufficient conditions for balancing unstable systems". IEEE Transactions on Automatic Control. ج. 32 ع. 2: 157. DOI:10.1109/TAC.1987.1104553. مؤرشف من الأصل في 2019-12-12.

## قراءات إضافية
- Antoulas، Athanasios C. (2005). Approximation of Large-Scale Dynamical Systems. SIAM. DOI:10.1137/1.9780898718713. {{استشهاد بكتاب}}: الوسيط غير المعروف |الرقم المعياري= تم تجاهله يقترح استخدام |ردمك= (مساعدة)